# 노아 (가수)
노아(崔宥斌, 본명: 최유빈, 영어: Choi Yubin, 2000년 8월 2일 ~ )은 대한민국의 가수이자 MLD 엔터테인먼트 소속이며 대한민국의 보이그룹 티에프앤의 리더와 메인래퍼를 맡고 있다.